# Riverdale (Illinois)
Pour les articles homonymes, voir Riverdale.
Riverdale est un village situé dans la proche banlieue de Chicago au nord-est de l'État de l'Illinois dans le comté de Cook aux États-Unis. Elle partage ses frontières municipales avec la ville de Chicago au nord. La commune se trouve juste au sud d'un quartier de la ville de Chicago portant le même nom, Riverdale.

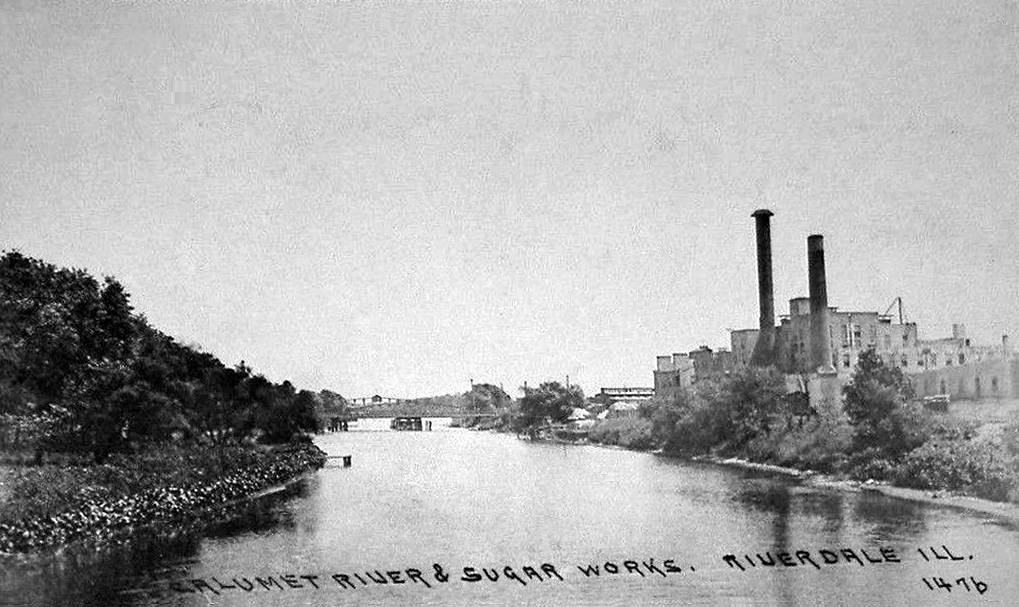
L'usine de sucre de betterave Charles Pope vers 1910